# Département Pendé
Das Département Pendé ist ein Département im Südwesten des Tschad. Es liegt im nördlichen Teil der Provinz Logone Oriental, die Hauptstadt ist Doba. Beim Zensus im Jahr 2009 wurden 169.049 Einwohner gezählt. Benannt ist das Département nach dem Fluss Pendé, der von der Zentralafrikanischen Republik her kommend den Tschad erreicht und sich im Département Pendé mit dem Logone Occidental vereinigt.

## Verwaltungsuntergliederung
Das Département ist in drei Unterpräfekturen unterteilt:
- Doba
- Kara
- Madana